# モッテッジャーナ
モッテッジャーナ（伊: Motteggiana）は、イタリア共和国ロンバルディア州マントヴァ県にある、人口約2,500人の基礎自治体（コムーネ）。

## 地理

### 位置・広がり

#### 隣接コムーネ
隣接するコムーネは以下の通り。
- ボルゴ・ヴィルジーリオ
- ペゴニャーガ
- サン・ベネデット・ポー
- スッザーラ
- ヴィアダーナ

### 気候分類・地震分類
気候分類では、zona E, 2388 GGに分類される。
また、イタリアの地震リスク階級 (it) では、zona 3 (sismicità bassa) に分類される。

## 行政

### 分離集落
モッテッジャーナには、以下の分離集落（フラツィオーネ）がある。
- Torricella, Villa Saviola, Sailetto

## 姉妹都市
- Tur'an、イスラエル 2012年